# Nikolaus Thomsen

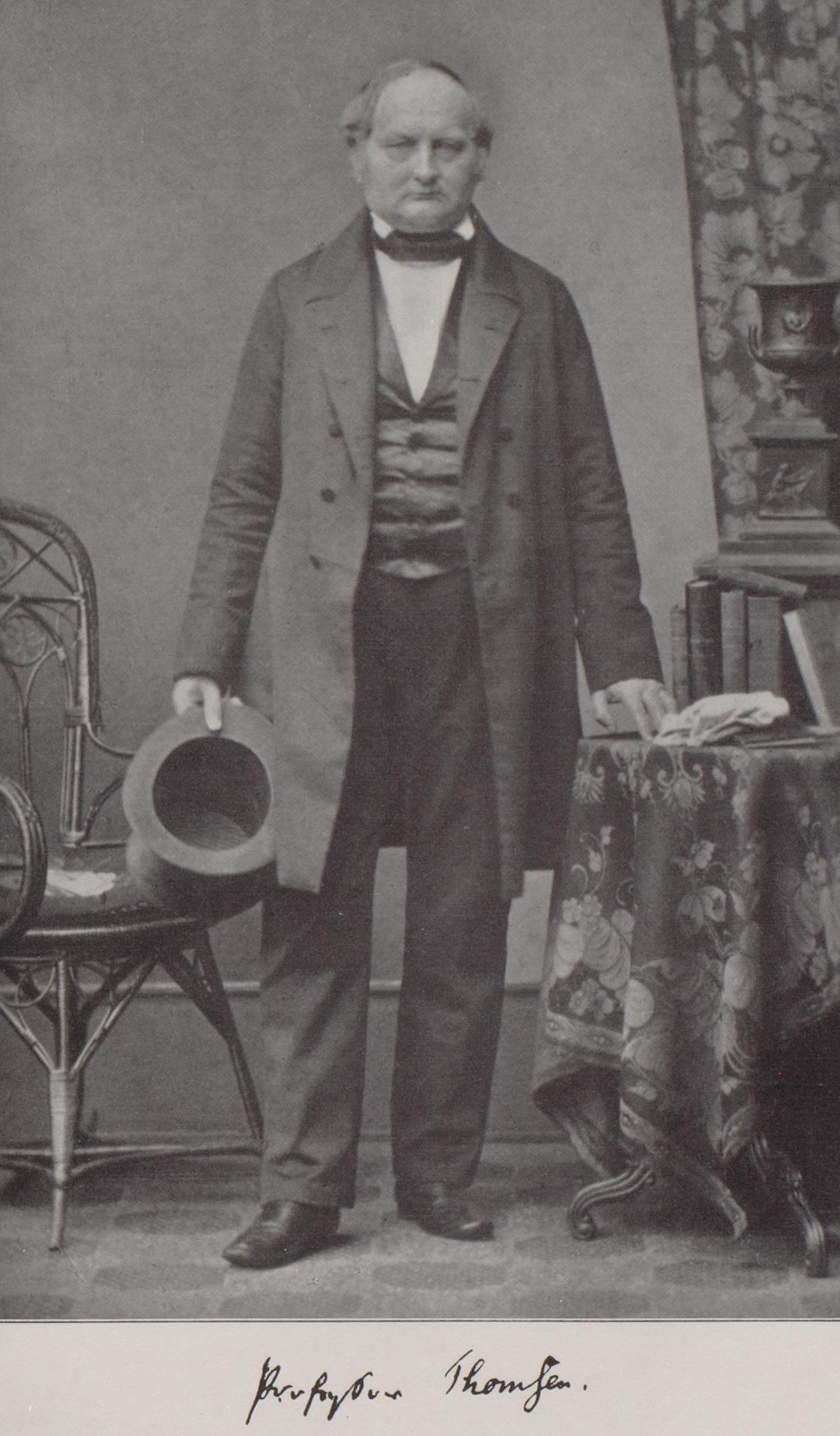
Nikolaus Thomsen

Christian Nikolaus Theodor Heinrich Thomsen (* 21. Dezember 1803 in Schleswig; † 22. Dezember 1872 in Kiel) war ein deutscher evangelischer Theologe.

## Leben
Thomsen wurde als Sohn eines Lehrers geboren, auf der Domschule vorgebildet und bezog 1822 die Universität Kiel zum Theologie- und Philosophie-Studium. Später wechselte er zur Universität Berlin, an der er 1828 dann sein Studium abschloss. Anschließend übernahm er eine Lehrstelle am Taubstummeninstitut, die er bis 1832 innehielt. 1832 dann promovierte er an der Kieler Universität zum Doktor der Philosophie. Als Privatdozent stellte man ihn dann im folgenden Jahr ein. Sein theologisches Amtsexamen bestand er schließlich 1835, und obwohl er deshalb als Geistlicher tätig sein durfte, übernahm er zunächst keine solche Stelle. Im Jahr 1841 ernannte ihn die Universität Kiel zeitgleich zum Ehrendoktor der Theologie wie auch zum außerordentlichen Professor derselben. Zum ordentlichen Professor der Kirchengeschichte beförderte man Thomsen dort dann 1844, ab 1860 war er auch als Geheimer Kirchenrat tätig.

## Schriften
- Systematis Leibnitiani in philosophia maxime, expositio quaedam, ratione inprimis habita quaestionis, num alia esoterica, alia exoterica habuerit vir ille dogmata. Schleswig 1832.
- Die Schleiermacher'sche philosophische Grundansicht. Dargestellt und erörtert. Universitäts-Buchhandlung, Kiel 1840.
- Imago Christiani III. reditutionis sacrorum nostrorum egregii tutoris et adiutoris. Mohr, Kiel 1854 (Oratio qua in sollemnibus regis augustissimi et serenissimi ... natalitiis ... ab Academia Christiana Albertina celebratis auctoritate senatus academici vota publica nuncupavit ; 1854) (Schriften der Universität zu Kiel; 1.1854,6,2).
- Zur Feier des hundertjährigen Geburtstages von Friedrich Schleiermacher, welche durch eine deutsche Rede des Kirchenraths und Professors Dr. Nicolaus Thomsen am 21. November 1868 ... im grossen academischen Hörsaale begangen werden wird, laden ergebenst ein Rector und Consistorium der Christian-Albrechts-Universität , Kiel 1868 (Digitalisat).